# Im Jahre des Kometen

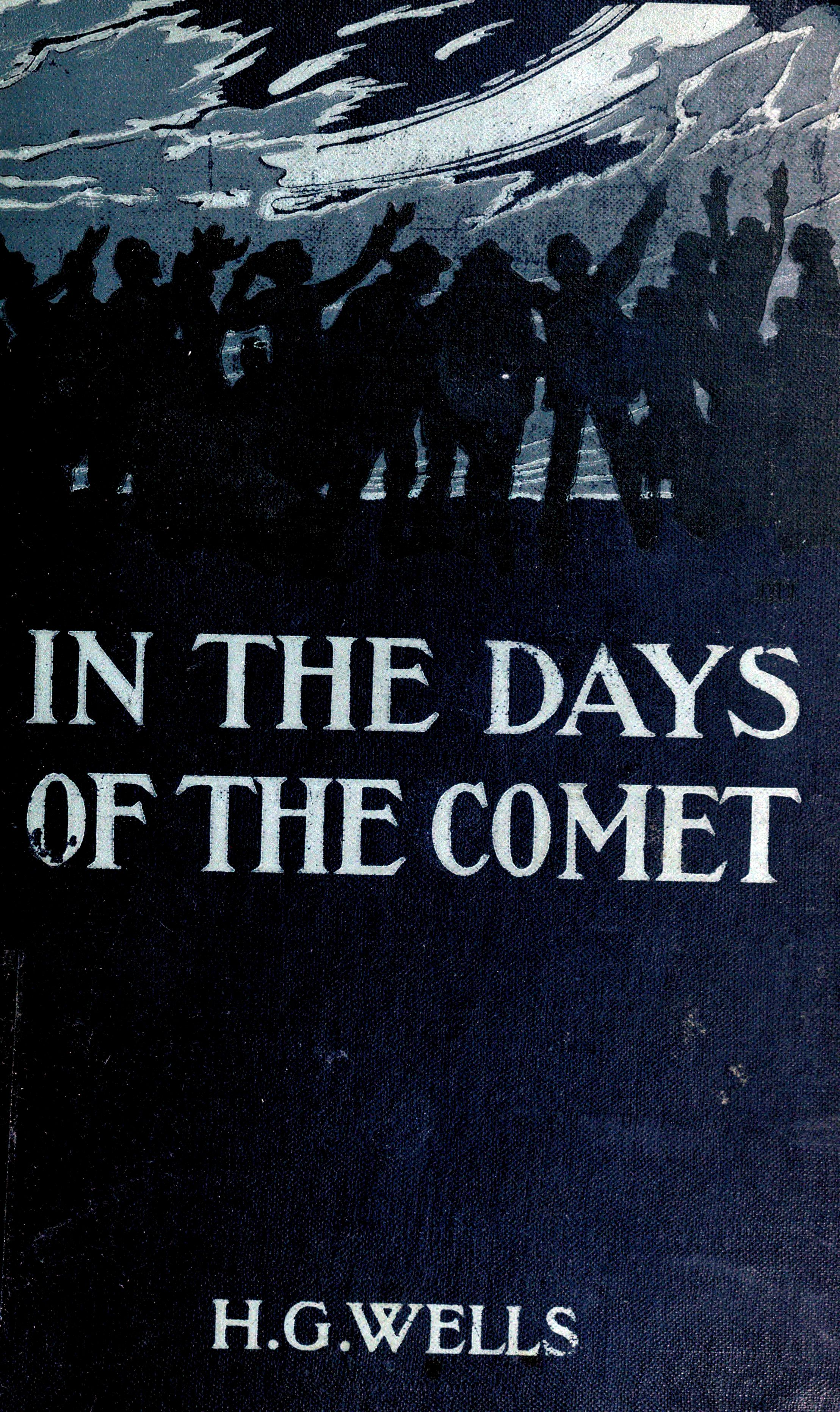
Cover der amerikanischen Erstausgabe

Im Jahre des Kometen (englischer Originaltitel: In the Days of the Comet) ist ein 1906 erschienener Science-Fiction-Roman des englischen Schriftstellers H. G. Wells. Er schildert darin eine weltweite gesellschaftliche Veränderung, nachdem ein vorbeiziehender Komet die Erde in einen grünlichen Nebel gehüllt hat.

## Inhalt

### Prolog
Der Ich-Erzähler, William „Willie“ Leadford, der „Mann im Turm“, berichtet einem Besucher als älterer Mann davon, wie ein Ereignis in seiner Jugend zu einer großen Veränderung geführt hat.

### Erstes Buch: Der Komet (The Comet)
Die Geschichte beginnt rund 50 Jahre vorher. Mit knapp 18 Jahren ist Willie, ein junger Mann aus der einfachen Arbeiterschicht, bei seinem Freund Parload zu Besuch.
Parload ist ein aufmerksamer Himmelsbeobachter und erzählt aufgeregt, dass sich ein Komet der Erde nähere. Für Willie scheint das aber uninteressant, viel mehr beschäftigt ihn die Beziehung zu Nettie Stuart, der Dame seines Herzens.
Diese wendet sich von ihm ab und geht kurz darauf eine Beziehung zu Edward Verrall ein. Verrall ist der Sohn einer reichen Witwe, die zudem Arbeitgeberin von Netties Vater ist.
Den sozialistisch eingestellten Willie Leadford erzürnt dieses Verhältnis derart, dass er sich einen Revolver besorgt. Aus einem schlecht leserlichen Poststempel eines Briefes, den Nettie und Edward an Netties Eltern geschickt haben, erkennt Willie, dass sie ins Seebad Shaphambury gereist sind. Er kratzt seine spärliche Habe zusammen und stiehlt sogar dem Pfarrer, der bei seiner verwitweten Mutter als Untermieter wohnt, vier Goldtaler, um dem Paar nachzureisen und tödliche Rache zu nehmen.
Derweil nähert sich nicht nur der Komet immer mehr der Erde und verursacht Angst in der Bevölkerung, dass es bald zu einem Einschlag kommen könnte, gleichzeitig entbrennt ein zur See ausgetragener Krieg zwischen Großbritannien und Deutschland.
Unter dem Kanonendonner der Kriegsschiffe spürt William das Paar auf und feuert fünf Schüsse auf sie ab – doch keiner trifft.

### Zweites Buch: Die grünen Gase (The Green Vapors)
Der vorbeiziehende Komet hat die Erde in einen grünen Nebel eingehüllt, der alle Lebewesen in einen dreistündigen Schlaf versetzt. Als Menschen und Tiere wieder erwachen, hat sich die Welt verändert. Es ist auf einmal merkwürdig friedvoll.
Konkurrenten werden Freunde, Soldaten steigen aus ihren Schützengräben, Willie söhnt sich mit Nettie und Edward aus und nach nur wenigen Tagen bildet sich eine Weltregierung, welche die Bedürfnisse der Menschen in den Mittelpunkt stellt.

### Drittes Buch: Die neue Welt (The New World)
Willie, Nettie und Edward sprechen sich aus. Während Nettie nun der Meinung ist, zwei Männer lieben zu können, drängen Willie und Edward, sich für einen von ihnen zu entscheiden. Nettie wählt Edward. Daraufhin kehrt Willie zurück zu seiner Mutter. 
Im ganzen Land gibt es derweil große Umbrüche: Privates wird Gemeingut, Eigentum der Reichen wird an die Gesellschaft verteilt und dennoch sind alle glücklich. Bücher, Kunstwerke und andere weltliche Besitztümer werden verbrannt und zerstört, die meisten Häuser abgerissen und neue soziale Wohnbereiche entstehen. Statt gegeneinander arbeiten die Menschen miteinander.
Als Willies Mutter im Sterben liegt, wird sie von Anna Reeves gepflegt, einer Bekannten der Leadfords und drei Jahre älter als Willie. Dieser verliebt sich in Anna und heiratet sie, erkennt aber schließlich, dass er auch ohne Nettie nicht leben kann. Das führt zu einer Viererbeziehung aus Willie, Anna, Nettie und Edward.

### Epilog
Aus seinem Turm heraus lässt der alte Leadford seinen Besucher einen Blick auf die Welt werfen, die sich seit dem Besuch des Kometen in einem goldenen Zeitalter befindet.

## Veröffentlichung
Das Buch erschien erstmals 1906 in London bei McMillan und in New York bei The Century Company. Eine deutsche Veröffentlichung erfolgte 1908 beim Julius Hoffmann Verlag in der Übersetzung von Karl Reunert. Alle neueren Veröffentlichungen basieren auf dieser Übersetzung.